# Teddy Wilson

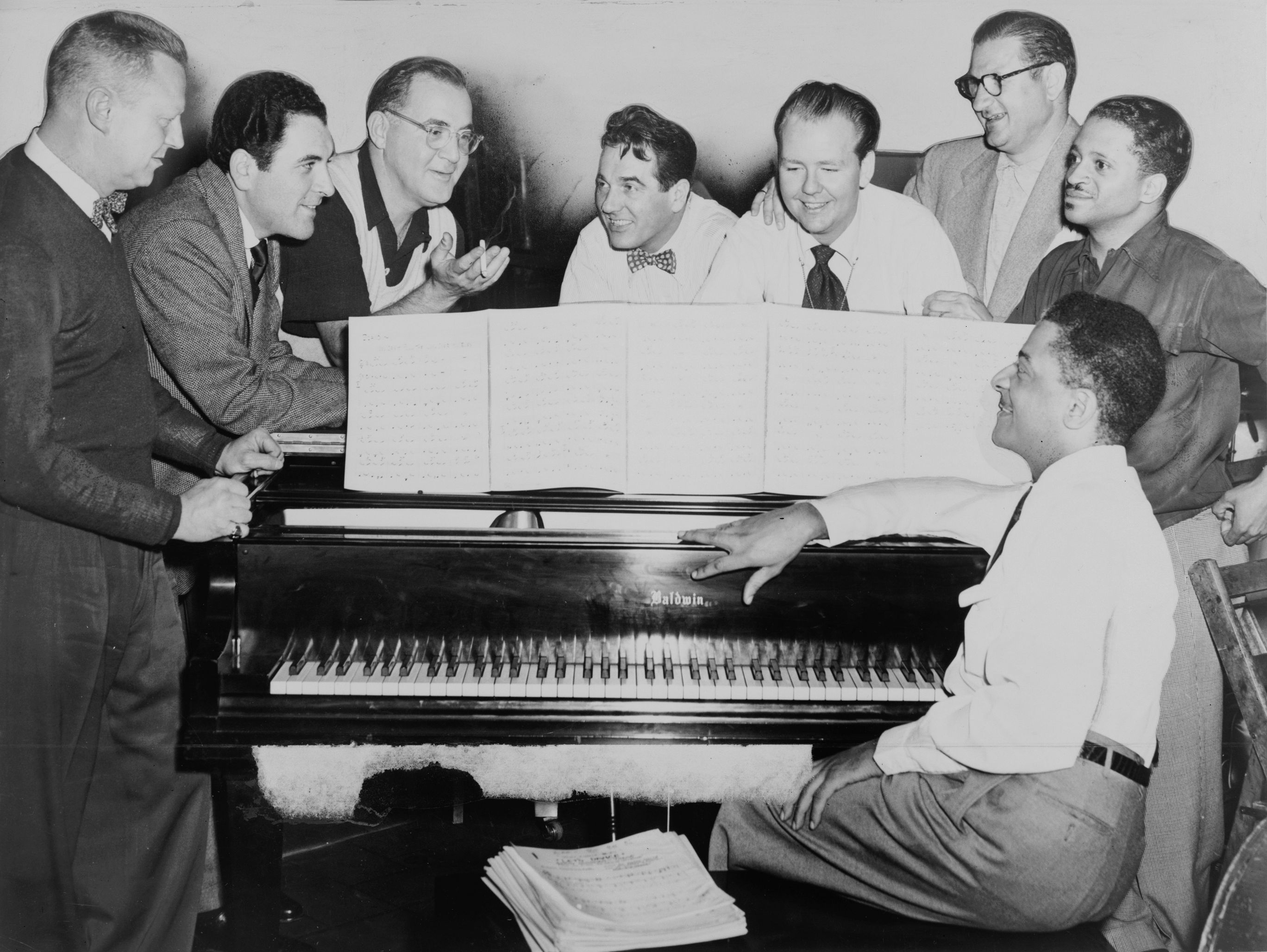
Teddy Wilson am Klavier, zusammen mit den Musikern um Benny Goodman (3. von links)

Teddy Wilson (eigentlich Theodore Shaw Wilson; * 24. November 1912 in Austin, Texas; † 31. Juli 1986 in New Britain, Connecticut) gilt als einer der wichtigsten US-amerikanischen Jazz-Pianisten.

## Leben und Werk
Teddy Wilson wurde als zweiter Sohn von James August Wilson und Pearl Shaw geboren. Sein älterer Bruder Gus wurde ein Posaunist, während Teddy schon in früher Kindheit mit dem Pianospiel begann. Wilson studierte dann Piano und Violine am Tuskegee Institute in Tuskegee, wo seine Eltern lehrten. Auch auf der Oboe und Klarinette erwarb er einige Fähigkeiten. In der Jazzszene trat er ab 1929 in Erscheinung und spielte zunächst in Chicago, unter anderem mit Klarinettist Jimmie Noone und von 1931 bis 1933 mit Louis Armstrong. 1933 zog er mit seiner Frau, der späteren Songwriterin Irene Kitchings, nach New York City, um in der Band von Benny Carter zu spielen, den Chocolate Dandies. Zwischen 1934 und 1935 entstanden Aufnahmen mit der Willie-Bryant-Band.

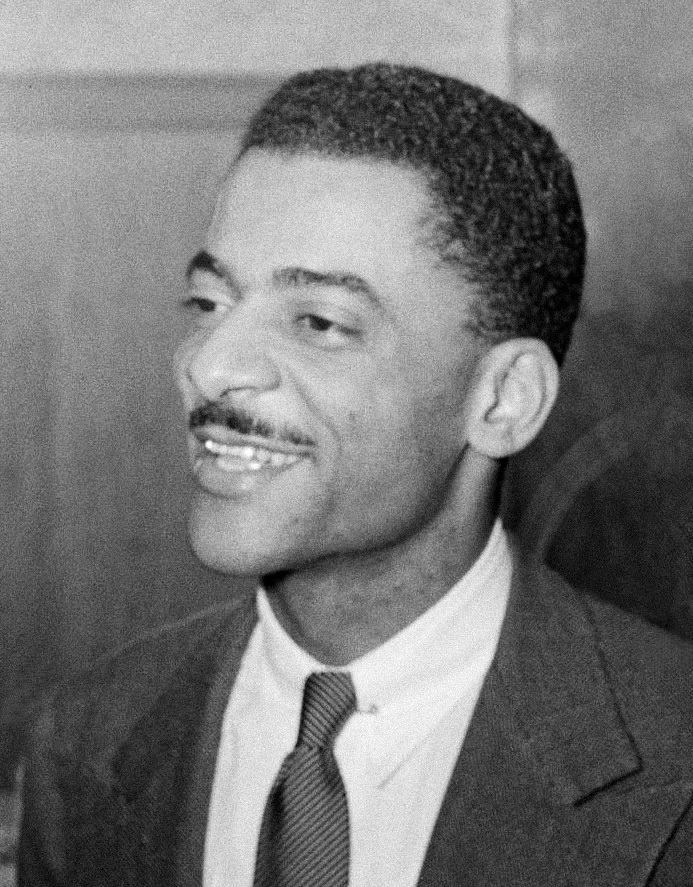
Teddy Wilson, Fotografie von William P. Gottlieb

Ab 1935 war er Mitglied im Benny Goodman Trio mit Benny Goodman (Klarinette) und Gene Krupa (Schlagzeug). Wilson als Afroamerikaner und Goodman als Weißer bildeten damit eine der ersten gemischten Bands. Diese Band wurde 1936 um Lionel Hampton (Vibraphon) zum Quartett erweitert. Teddy Wilson blieb bis 1939 bei Goodman und trat später auch in dem Film Die Benny Goodman Story (1956) auf.
Während der 1930er- und 1940er-Jahre nahm Wilson 50 Schallplattenhits mit Sängerinnen wie Mildred Bailey (1933–1944), Lena Horne, Billie Holiday (1937–1942) und Helen Ward auf. Er war an vielen Plattensessions mit anderen Swinggrößen wie Red Norvo, Lester Young, Roy Eldridge, Charlie Shavers, Buck Clayton und Ben Webster beteiligt. Wilson leitete von 1939 bis 1940 eine Big Band (u. a. mit Ben Webster, Doc Cheatham und Al Casey), anschließend (bis 1944) ein Sextett, das im Café Society spielte und dem unter anderem Bill Coleman und Edmond Hall angehörten. Danach spielte er Solo oder im Trio, wirkte aber auch in Benny Goodmans Broadway-Show Seven Lively Arts mit. Zwischen 1949 und 1952 war er bei einem Hörfunksender in New York beschäftigt und gab Sommerkurse an der Juilliard School.
Nach Tourneen durch England und Skandinavien war er 1954 und 1955 beim CBS-Radio angestellt und bestritt ein eigenes Hörfunkprogramm mit nationaler Verbreitung. 1957 trat er auf dem Newport Jazz Festival und 1958 auf der Weltausstellung in Brüssel auf. Seit 1960 war er immer wieder in Europa und anderen Weltteilen auf Tournee (1962 mit Goodman in der Sowjetunion) und trat auch in Fernsehshows auf. Für die 1970er-Jahre verzeichnet seine Diskografie Aufnahmen in Kopenhagen, Tokio, München, Nizza, London und auf dem Montreux Jazz Festival. Er trat weiterhin mit den überlebenden Swingstars auf und arbeitete außerdem häufig im Trio mit seinen Söhnen Theodore (Bass) und Steven (Schlagzeug).
Wilson entwickelte einen persönlichen Stil als Swingpianist; dabei benutzte er Dezimenbässe in Durchgangsmanier und chromatische Wechselakkorde, über die er eine melodische Improvisationsstimme legte.

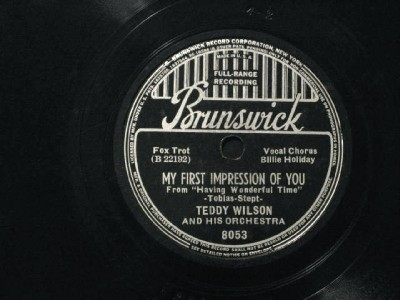
Brunswick-78er von Teddy Wilson:
„My First Impression of You“

## Sammlung
- The Complete Master Jazz Piano Series mit Earl Hines, Claude Hopkins, Cliff Jackson, Keith Dunham, Sonny White, Jay McShann, Teddy Wilson, Cliff Smalls, Sir Charles Thompson, Gloria Hearn & Ram Ramirez - (1969-1974) - (Mosaic - 1990) - 6 LPs oder 4 CDs
- The Complete Verve Recordings of the Teddy Wilson Trio - 1952–57 - (Mosaic - 1997) 8 LPs oder 5 CDs mit John Simmons, Buddy Rich, Aaron Bell, Denzil Best, Arvell Shaw b, J. C. Heard, Milt Hinton, Sticks Evans dm, Jo Jones, Gene Ramey, Al Lucas, Specs Powell, Gerry Mulligan, Roy Burnes dm, Bert Dahlander dm